# Philippe Pierre-Adolphe
Philippe Pierre-Adolphe né à Paris le 22 mai 1961 et mort le 26 avril 2023 dans la même ville est journaliste avant de devenir scénariste, écrivain puis producteur et éditeur de musique au sein du label Le Maquis qu'il a créé en 1998.

## Biographie
Très jeune, Philippe Pierre-Adolphe s’intéresse à toutes les formes artistiques, cinéma, musique, littérature dès le lycée. Diplômé de l'école supérieure d'études cinématographiques (ESEC) à Paris, il publie ses premiers articles sur le cinéma et le cinéma d'animation dans les revues Les Cahiers du cinéma, Le Cinématographe et travaille pour la plupart des magazines de contre-culture des années quatre-vingt Métal hurlant, Actuel, Zoulou.
De 1985 à 1987, il participe à l'aventure du Mini-Journal et du Mini-Mag pour TF1 avec Patrice Drevet et José-Louis Bocquet. Il s'associe avec l'illustrateur et vidéaste Eric Roussel et crée la société Télévision. Ensemble, ils réalisent des génériques (Bonsoir les clips, le Mini-Journal), des programmes courts pour différentes chaînes, des vidéoclips et des documentaires (Marie et les garçons, Rebop, Tomber sous le charme).
Il revient au journalisme au début des années quatre-vingt-dix et se spécialise dans l’investigation et les faits de société pour Paris-Match, VSD, Actuel, Vingt ans, L'Écho des savanes.
Il arrête le journalisme en 1996 après avoir dirigé un journal éphémère de 4 numéros, Lola, et devient scénariste et écrivain.
Il crée label Le Maquis en 1998, puis la société d’édition musicale Le Son Du Maquis en 1999,. Il devient le producteur de plus de 200 albums  parmi lesquels Alan Vega, The Woodentops, Jerome Pacman, Bettina Köster ou Eddie Roberts.
En 2014, il crée à Paris la boutique Maquis Megastore.
En 2020, le label  Le Maquis renait, premières nouvelles signatures : Delaney Blue (Paris / Thessalonique), Average Sex (Londres) et Jacques C (Stockholm).
En 2021, création Les Disques du Maquis (label, productions & éditions musicales) et signature en distribution internationale chez Pias. Nouvelles références 2022 : Jake Ziah - No direction (Oslo) ; Lionel D / Dee Nasty - InéDee (Paris / Vitry) ; Delaney Blue - The Hurting Kind (Paris / Thessalonique) ; La prose du Transsibérien de Blaise Cendrars par Jean-Louis Trintignant / Jean-Louis Murat ; Enki Bilal.

## Filmographie (scénariste)
- Inspecteur Mouse d'après Ralf Steadgman - Grammy award du meilleur scénario, catégorie série d'animation pour enfants.
- Marsupilami d'après Franquin.
- Jack Palmer d'après René Pétillon.
- Titeuf d'après Zep.
- Kid Paddle d'après Lidam.
- Les Renés d'après Hervé di Rosa en collaboration avec José-Louis et Jean-Luc Fromental.
- Touni et Littelle en 1987 (première série d'animation assistée par ordinateur).
- Pour la peau d’un mulet, épisode de la série Navarro.

## Filmographie (réalisateur)
Clips vidéo : 
- Marie et les garçons, RE BOP (en co-réalisation avec Eric Roussel), photographie Hélène Louvart, EMI / TELEVISIONS, 1988.
- Louise Feron, Tomber sous le charme (en co-réalisation avec Eric Roussel), photographie Pascal Rabaud, VIRGIN / TELEVISIONS, 1988.
- Karen Finley, Like it (en co-réalisation avec Eric Roussel), photographie Pierre Gayte, CRAMMED DISCS / TELEVISIONS, 1989.
- Metropolitan Jazz Affair, YUNOWHATHISLIFEEZ (en co-réalisation avec JL Bocquet), photographie Maurice Fellous, Le Maquis, 2003.
- Nud, Ain't Like This (en co-réalisation avec JL Bocquet), photographie Pascal Sentenac, Productions Specials / Le Maquis, 2004.
- Ozone cocktail, Magnetic Power (en co-réalisation avec JL Bocquet), photographie Pascal Sentenac, Dreyfus music / Le Maquis, 2005.

Séries d'animation : 
- Zoo Bang Bang, (en co-réalisation avec Eric Roussel), 13x3', TF1 / TELEVISIONS, 1987.
- Chienne de vie et crotte de mort, (en co-réalisation avec Eric Roussel), 13x3', FRANCE 3 / TELEVISIONS, 1989.

Génériques : 
- Mini-journal, (en co-réalisation avec Eric Roussel), musique : Stephan Eicher, TF1, 1987.
- Drevet vend la mèche, (en co-réalisation avec Eric Roussel), France 3 / TELEVISIONS, 1989.

## Publications
- Porte-bonheur, éditions du Seuil, 1994.
- Tchatche de banlieue, éditions La Sirène, 1995.
- Le dico de la banlieue, première édition à La Sirène en 1995, réédition en 1998 aux Éditions Mille et Une Nuits[4].
- Rap ta France, éditions  La Sirène, 1996, réédité chez Flammarion en 1997, édition augmentée en 2017 aux éditions de la Table Ronde[5].
- Henri Alekan, le Vécu et l’Imaginaire, La Sirène, 1999.
- Rapologie, Éditions Mille et Une Nuits, 1997.
- House Music, Éditions Mille et Une Nuits, 2002.
- Réédition Henri Alekan, le Vécu et l'imaginaire en 2019, postface de Jean Douchet, en collaboration avec José-Louis Bocquet), éditions de  la Table Ronde / Collection cinéma.
- Réédition Henri Alekan, des lumières et des ombres en 2022, éditions de la Table Ronde.

## Discographie
- A Man Machine, 3 volumes, 2008, 2010, 2012, anthologie de la musique électronique, 1960 -1980, en collaboration avec Stéphane Ritzenhaler [6]. (Prix Quartz 2011 de la meilleure compilation de musique électronique). Texte de la journaliste et écrivaine Corinne Lellouche.
- Cocktail Molotov, 2008, Bande son de Mai 68   avec Caroline Cartier et Pascal Bussy, en coproduction avec France Inter (Prix coup de cœur Académie Charles Cros / SACEM). Texte de la journaliste et écrivaine Corinne Lellouche.
- Berlin Wall Of Sound 61-89, 2009, 30 ans de rock et de musique électronique allemande, avec Caroline Cartier. Livret Pascal Bussy et Philippe Pierre-Adolphe, en coproduction avec France Inter.
- Free Africa, 50 ans de musique africaine, en collaboration avec Mohamed Nemmiche et Florent Mazzoleni, 2010. (Prix mission Jacques Toubon / Ministère de la Culture).
- Rap Sans Visa, sélection de titres Afrique, Maghreb et Caraïbes, 2001.
- Decade, coffret 4 CD, anthologie du label le Maquis, 2010.
- Dee Nasty présente Le Diamant est éternel, double album de titres inédits  des meilleurs DJ du  Hip Hop français, 1998.
- Cannabissimo volume 1, anthologie Rap et Ragga, 1998.

- Cannabissimo volume 2,  anthologie électro, 2002.

- Prestige volume 1, 2000. Prestige volume 2, 2002, sélection de titres inédits de la French Touch.
- Lounge Story volume 1, 2000, Lounge Story volume 2, 2002, Lounge Story volume 3, 2006, une histoire de la Lounge Music des années 50 à 2000.
- Datcha Studio, 2 volumes, en coproduction avec RFI, sélection des meilleurs artistes électroniques des ex-pays de l'Est.
- Réédition de l'album Dee Nasty présente Le Diamant est éternel, 2019.
- Drixxxé, NSFW (ex Triptik), Paris 2022.
- Jake Ziah - No direction, Oslo 2022.
- Lionel D / Dee Nasty - InéDee, Paris / Vitry 2022.
- Delaney Blue - The Hurting Kind, Paris / Thessalonique 2022.
- La prose du Transsibérien de Blaise Cendrars par Jean-Louis Trintignant / Jean-Louis Murat, Paris 2022.
- Carlsson, Métamorphoses, Stockholm 2022.